# Норт-Лілборн (Міссурі)
Норт-Лілборн (англ. North Lilbourn) — селище (англ. village) в США, в окрузі Нью-Мадрид штату Міссурі. Населення — 22 особи (2020).

## Географія
Норт-Лілборн розташований за координатами 36°36′7″ пн. ш. 89°37′19″ зх. д. / 36.60194° пн. ш. 89.62194° зх. д. (36.601814, -89.621989).  За даними Бюро перепису населення США в 2010 році селище мало площу 0,45 км², уся площа — суходіл.

## Демографія
Згідно з переписом 2010 року, у селищі мешкало 49 осіб у 22 домогосподарствах у складі 12 родин. Густота населення становила 110 осіб/км².  Було 30 помешкань (67/км²).
Расовий склад населення:
| - 85,7 % — чорних або афроамериканців - 14,3 % — білих |

До двох чи більше рас належало 0,0 %. Частка іспаномовних становила 0,0 % від усіх жителів.
За віковим діапазоном населення розподілялося таким чином: 14,3 % — особи молодші 18 років, 65,3 % — особи у віці 18—64 років, 20,4 % — особи у віці 65 років та старші. Медіана віку мешканця становила 45,1 року. На 100 осіб жіночої статі у селищі припадало 172,2 чоловіків;  на 100 жінок у віці від 18 років та старших — 180,0 чоловіків також старших 18 років.
Цивільне працевлаштоване населення становило 5 осіб. Основні галузі зайнятості: виробництво — 100,0 %.